# Campeonato Brasileiro Série B 2009
Il Campeonato Brasileiro Série B 2009 è stata la ventottesima edizione del Campeonato Brasileiro Série B ed è stato vinto per la prima volta dal Vasco da Gama, che torna in Série A dopo un solo anno. Oltre al Vasco da Gama, hanno ottenuto la promozione in Série A anche il Guarani, il Ceará e l'Atlético Goianiense.

## Squadre partecipanti
| Squadra         | Città              | Stato               | Stagione 2008        |
| --------------- | ------------------ | ------------------- | -------------------- |
| ABC             | Natal              | Rio Grande do Norte | 13º posto in Série B |
| América-RN      | Natal              | Rio Grande do Norte | 15º posto in Série B |
| Atl. Goianiense | Goiânia            | Goiás               | 1º posto in Série C  |
| Bahia           | Salvador           | Bahia               | 10º posto in Série B |
| Bragantino      | Bragança Paulista  | San Paolo           | 7º posto in Série B  |
| Brasiliense     | Taguatinga         | Distretto Federale  | 14º posto in Série B |
| Campinense      | Campina Grande     | Paraíba             | 3º posto in Série C  |
| Ceará           | Fortaleza          | Ceará               | 12º posto in Série B |
| Duque de Caxias | Duque de Caxias    | Rio de Janeiro      | 4º posto in Série C  |
| Figueirense     | Florianópolis      | Santa Catarina      | 17º posto in Série A |
| Fortaleza       | Fortaleza          | Ceará               | 16º posto in Série B |
| Guarani         | Campinas           | San Paolo           | 2º posto in Série C  |
| Ipatinga        | Ipatinga           | Minas Gerais        | 20º posto in Série A |
| Juventude       | Caxias do Sul      | Rio Grande do Sul   | 8º posto in Série B  |
| Paraná          | Curitiba           | Paraná              | 11º posto in Série B |
| Ponte Preta     | Campinas           | San Paolo           | 5º posto in Série B  |
| Portuguesa      | San Paolo          | San Paolo           | 19º posto in Série A |
| São Caetano     | São Caetano do Sul | San Paolo           | 9º posto in Série B  |
| Vasco da Gama   | Rio de Janeiro     | Rio de Janeiro      | 18º posto in Série A |
| Vila Nova       | Goiânia            | Goiás               | 6º posto in Série B  |

## Classifica finale
|  | Pos. | Squadra         | Pt | G  | V  | N  | P  | GF | GS | DR  |
|  | ---- | --------------- | -- | -- | -- | -- | -- | -- | -- | --- |
|  | 1.   | Vasco da Gama   | 76 | 38 | 22 | 10 | 6  | 58 | 30 | +28 |
|  | 2.   | Guarani         | 69 | 38 | 21 | 6  | 11 | 55 | 51 | +4  |
|  | 3.   | Ceará           | 68 | 38 | 19 | 11 | 8  | 54 | 34 | +20 |
|  | 4.   | Atl. Goianiense | 65 | 38 | 20 | 6  | 13 | 73 | 51 | +20 |
|  | 5.   | Portuguesa      | 62 | 38 | 18 | 8  | 12 | 53 | 45 | +8  |
|  | 6.   | Figueirense     | 60 | 38 | 19 | 3  | 16 | 64 | 51 | +13 |
|  | 7.   | São Caetano     | 54 | 38 | 15 | 9  | 14 | 52 | 38 | +14 |
|  | 8.   | Duque de Caxias | 54 | 38 | 15 | 9  | 14 | 55 | 55 | 0   |
|  | 9.   | Bragantino      | 53 | 38 | 15 | 9  | 15 | 52 | 51 | +1  |
|  | 10.  | Paraná          | 53 | 38 | 14 | 11 | 13 | 50 | 55 | -5  |
|  | 11.  | Ponte Preta     | 52 | 38 | 14 | 10 | 14 | 62 | 55 | +7  |
|  | 12.  | Bahia           | 51 | 38 | 14 | 9  | 15 | 52 | 53 | -1  |
|  | 13.  | Vila Nova       | 49 | 38 | 14 | 7  | 17 | 42 | 59 | -17 |
|  | 14.  | Brasiliense     | 48 | 38 | 14 | 6  | 18 | 45 | 56 | -11 |
|  | 15.  | Ipatinga        | 47 | 38 | 12 | 12 | 14 | 43 | 50 | -7  |
|  | 16.  | América-RN      | 46 | 38 | 13 | 7  | 18 | 49 | 62 | -13 |
|  | 17.  | Juventude       | 44 | 38 | 12 | 8  | 18 | 46 | 50 | -4  |
|  | 18.  | Fortaleza       | 38 | 38 | 10 | 8  | 20 | 56 | 64 | -8  |
|  | 19.  | Campinense      | 37 | 38 | 11 | 4  | 23 | 54 | 79 | -25 |
|  | 20.  | ABC             | 35 | 38 | 10 | 5  | 23 | 39 | 65 | -26 |

Legenda:

      Promosse in Série A 2010
      Retrocesse in Série C 2010
Note:

Tre punti a vittoria, uno a pareggio, zero a sconfitta.

## Statistiche

### Classifica Marcatori
| Gol |  |  | Giocatore       | Squadra         |
| --- |  |  | --------------- | --------------- |
| 17  |  |  | Rafael Coelho   | Figueirense     |
| 17  |  |  | Élton           | Vasco da Gama   |
| 17  |  |  | Marcelo Nicácio | Fortaleza       |
| 15  |  |  | Edivaldo        | Duque de Caxias |
| 15  |  |  | Lúcio           | América-RN      |
| 14  |  |  | Ricardo Xavier  | Guarani         |
| 14  |  |  | Mendes          | Juventude       |
| 14  |  |  | Edmundo         | Campinense      |
| 14  |  |  | Marcão          | Atl. Goianiense |
| 13  |  |  | Geraldo         | Ceará           |
| 13  |  |  | Washington      | São Caetano     |
| 13  |  |  | Luiz Carlos     | Fortaleza       |
| 13  |  |  | Fernandes       | Figueirense     |

## Risultati
- Tabella con i risultati ufficiali, su cbf.com.br. URL consultato il 24 maggio 2009 (archiviato dall'url originale il 27 aprile 2009).

## Verdetti finali
- Promosse in Serie A: Vasco da Gama, Guarani, Ceará e Atlético Goianiense.
- Retrocesse in Serie C: Juventude, Fortaleza, Campinense e ABC.